# Daniel Timofte
Daniel Timofte est un footballeur roumain né le 1er octobre 1967 à Hunedoara. Il évoluait au poste de milieu offensif.
Il a participé à la Coupe du monde 1990 avec l'équipe de Roumanie.

## Palmarès
- 22 sélections et 2 buts avec l'équipe de Roumanie entre 1990 et 1995.
- Champion de Roumanie en 1990 avec le FC Dinamo Bucarest
- Vainqueur de la Coupe de Roumanie en 1990 avec le FC Dinamo Bucarest
- Vainqueur de la Coupe des Balkans des clubs en 1994 avec le Samsunspor